# Rogério de Faria
Rogério de Faria (Goa, 14 d'octubre de 1770 - Bombai, 15 de març de 1848) fou un empresari portuguès de Goa.
Nascut a Goa, Rogério provenia d'una família catòlica portuguesa, estant emparentat amb Abbé Faria. Va ser un dels pioners en el comerç d'opi amb la Xina, molt abans que ho fes el Regne Unit.
Faria residia a Bombai, on va desenvolupar la tasca de Cònsul del Brasil; a més, tenia negocis a Bengala, Macau i la mateixa Bombai. Era un gran seguidor de l'alcalde Bernardo Peres da Silva, que havia estat nomenat governador de Goa pel govern liberal de Pere IV de Portugal, tot i ser rebutjat pels militars estacionats allí.
Actualment, hi ha un memorial de pedra en honor seu a l'Església de la Glòria del barri de Byculla, a Bombai.